# Anthicus basimacula
Anthicus basimacula är en skalbaggsart som beskrevs av Champion 1890. Anthicus basimacula ingår i släktet Anthicus och familjen kvickbaggar. Inga underarter finns listade i Catalogue of Life.